# Fest Comix
Fest Comix foi um evento de histórias em quadrinhos realizado entre 2001 e 2015 em São Paulo.

## História
Em 9 de setembro de 2001, por iniciativa de Carlos Mann, dono da gibiteria Comix Book Shop, foi realizada a primeira edição do evento Fest Comix, inspirada nas liquidações de férias que a loja fazia regularmente. Nesta primeira edição, ocorrida na rua em frente à loja, 200 pessoas compareceram para aproveitar os descontos, participar de lançamentos e conhecer artistas e personalidades, como Álvaro de Moya, André Diniz, Eugenio Colonnese, Franco de Rosa, Fábio Zimbres, Lourenço Mutarelli, Marcatti e Wellington Srbek, entre diversos outros.
Na terceira edição, por conta do crescimento do público, o evento foi realizado no Edifício Gazeta, mantendo as mesmas características: venda com descontos especiais do material da Comix e participação de diversos nomes dos quadrinhos nacionais em atividades variadas. Foarm cerca de 3 mil visitantes nesta edição do evento. Na décima edição, em março de 2005, foi alcançado um total de 13 mil visitantes com a venda de mais de 80 mil exemplares de livros e revistas, o dobro da expectativa dos organizadores.
Em 2008, a Fest Comix já era considerada a maior feira de quadrinhos da América Latina, tendo alcançado 20 mil visitantes em sua 13ª edição, realizada em novembro do ano anterior.
A edição da Fest Comix de 2013 foi cancelada porque o Centro de Eventos São Luís, pertencente ao Colégio São Luís, que recebia o evento desde 2007, estava em reformas e a organização não encontrou outro local com espaço suficiente para atender o volume de público do evento. O evento voltou a ser realizado em 2014 no Centro de Convenções Imigrantes em um espaço de 15 mil m². Além do tradicional estande da Comix, o evento também contou com outras lojas especializadas em quadrinhos e produtos relacionados, além de palestras, workshops e sessões de autógrafos com artistas brasileiros e estrangeiros (como Jim Krueger, Paul Chadwick, Cary Nord e Joshua Dysart, entre outros). Também houve concurso de cosplay e lançamentos exclusivos de várias editoras.
A última edição da Fest Comix foi a 22ª, realizada em 2016.

### Datas e locais
| No. | Data                                   | Local                                         | Notas  |
| --- | -------------------------------------- | --------------------------------------------- | ------ |
| 1   | 9 de setembro de 2001                  | Comix Book Shop                               | [ 1 ]  |
| 2   | 11 de novembro de 2001                 | Comix Book Shop                               | [ 16 ] |
| 3   | 7 de julho de 2002                     | Edifício Gazeta                               | [ 3 ]  |
| 4   | 12 de outubro de 2002                  | Edifício Gazeta                               | [ 5 ]  |
| 5   | 9 de fevereiro de 2003                 | Edifício Gazeta                               | [ 17 ] |
| 6   | 13 de julho de 2003                    | Edifício Gazeta                               | [ 18 ] |
| 7   | 12 de outubro de 2003                  | Edifício Gazeta                               | [ 19 ] |
| 8   | 31 de janeiro - 1 de fevereiro de 2004 | Edifício Gazeta                               | [ 20 ] |
| 9   | 6 de junho de 2004                     | Espaço das Américas                           | [ 21 ] |
| 10  | 13 de março de 2005                    | Edifício Gazeta                               | [ 6 ]  |
| 11  | 2 - 5 de novembro de 2006              | Colégio Marista Arquidiocesano                | [ 22 ] |
| 12  | 29 de junho - 1 de julho de 2007       | Centro de Eventos São Luís (Colégio São Luís) | [ 23 ] |
| 13  | 2 - 4 de novembro de 2007              | Centro de Eventos São Luís (Colégio São Luís) | [ 24 ] |
| 14  | 7 - 9 de março de 2008                 | Centro de Eventos São Luís (Colégio São Luís) | [ 8 ]  |
| 15  | 17 - 19 de outubro de 2008             | Centro de Eventos São Luís (Colégio São Luís) | [ 25 ] |
| 16  | 16 - 18 de outubro de 2009             | Centro de Eventos São Luís (Colégio São Luís) | [ 26 ] |
| 17  | 15 - 17 de outubro de 2010             | Centro de Eventos São Luís (Colégio São Luís) | [ 27 ] |
| 18  | 14 - 16 de outubro de 2011             | Centro de Eventos São Luís (Colégio São Luís) | [ 28 ] |
| 19  | 19 - 21 de outubro de 2012             | Centro de Eventos São Luís (Colégio São Luís) | [ 29 ] |
| 20  | 1 - 4 de maio de 2014                  | Centro de Convenções Imigrantes               | [ 14 ] |
| 21  | 17 - 19 de julho de 2015               | São Paulo Expo                                | [ 30 ] |
| 22  | 17 - 19 de junho de 2016               | São Paulo Expo                                | [ 15 ] |

## Prêmios
Em 2013, 2015 e 2016, a Fest Comix foi finalista do Troféu HQ Mix de melhor evento. Em 2016, a exposição em homenagem a Jayme Cortez realizada na 21ª Fest Comix também foi finalista na categoria de melhor evento.